# Listronius fortis
Listronius fortis är en loppart som först beskrevs av Jordan et Rothschild 1923.  Listronius fortis ingår i släktet Listronius och familjen Rhopalopsyllidae. Inga underarter finns listade i Catalogue of Life.